# Intermodulação
A Intermodulação ou distorção de intermodulação (IMD) é a modulação de amplitude de sinais que contêm duas ou mais frequências diferentes, num sistema com não linearidades. A intermodulação entre cada componente de frequência vai formar sinais adicionais em frequências que não estão apenas em frequências harmónicas (múltiplos inteiros) de qualquer uma, mas também na soma e na diferença de frequências das frequências originais e em múltiplos dessas somas e diferenças de frequências. 
A Intermodulação, pode ser entendida como um fenómeno que surge em elementos não lineares. Num elemento electrónico não linear, a saída é espectralmente diferente da entrada, a este novo espectro chama-se de regeneração de espectro. Se o sinal de entrada for uma simples sinusoide, então a saída é constituida por uma réplica da entrada, mais todas as as componentes harmónicas. No entanto se a entrada for uma associação de duas sinusoides, a saida será não só uma réplica da entrada, as correspondentes harmónicas e uma todos os produtos {\displaystyle mw1+nw2}, em que w1 e w2 são as sinusoides de entrada e m e n não números inteiros. Aos produtos {\displaystyle mw1+nw2} que caem dentro da banda chama-se de intermodulação.